# Hundstoaranggeln

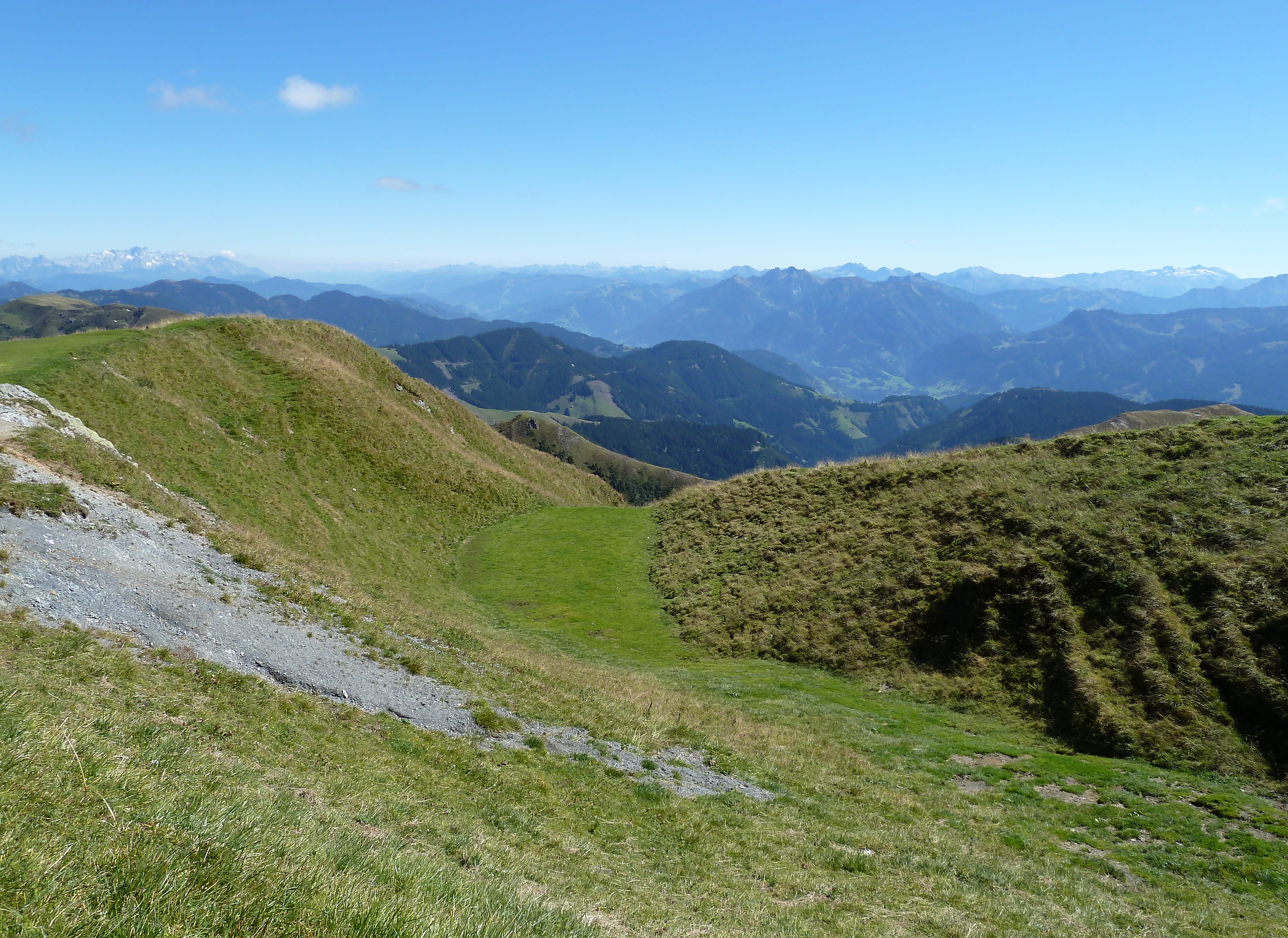
Veranstaltungsort im Gipfelbereich des Hundstein

Das Hundstoaranggeln ist eine traditionelle Sportart, die sich bis ins 14. Jahrhundert zurückverfolgen lässt und auf dem Hundstein in den Salzburger Schieferalpen ausgetragen wird. Synonym wird dieser Sport auch als Jakobiranggeln bezeichnet, was sich auf den Austragungszeitraum, am Jakobstag im Juli bezieht. Beim sogenannten Ranggeln treten zwei Kontrahenten gegeneinander an, mit dem Ziel ihre Kräfte zu messen. Der Sieger des Hundstoaranggelns darf ein Jahr den Titel Hagmoar tragen. Hag bezeichnet dabei ein Grundstück und Moar steht für den Meister. Mit dem Jahr 2010 wurde das Hundstoaranggeln zum Immateriellen Kulturerbe der UNESCO erklärt.

## Geschichte

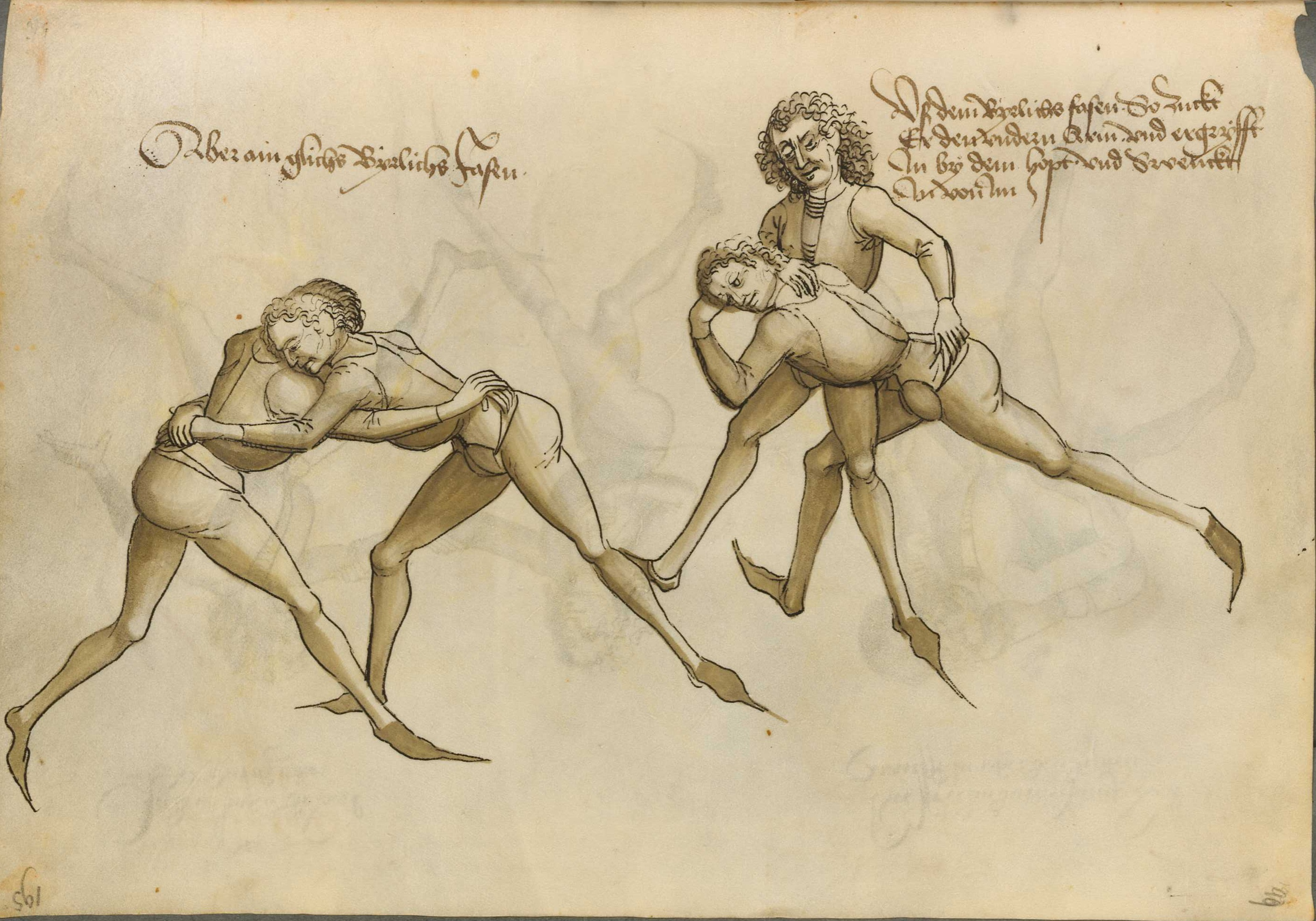
Historische Darstellung des Ringens aus dem 15. Jahrhundert aus Hans Talhoffers Fecht- und Ringbuch.

Seit dem 14. Jahrhundert gibt es Aufzeichnungen über das Ranggeln in den Alpen und es gehört daher zu einer der ältesten Sportarten im Alpenraum. Die sogenannten „Rangglerfeste“ waren stets eine sehr populäre Veranstaltung in der Bevölkerung und wurden in unterschiedlichsten Varianten des Kräftemessens ausgeführt. Das bislang älteste bekannte Dokument dazu stellte Albrecht Dürer in seinem Fecht- und Ringbuch dar. Der Salzburger Rangglerverband wurde im Jahr 1947 gegründet und machte es sich zur Aufgabe, einheitliche Bestimmungen für den Kampfsport festzulegen, welche auch heute noch Gültigkeit haben.

## Veranstaltungsort
Das Hundstoaranggeln findet einmal jährlich am Jakobisonntag (Sonntag nach dem 25. Juli, dem Gedenktag des Apostels Jakobus des Älteren) bei jeder Witterung am Großen Hundstein bei Maria Alm im Pinzgau im Land Salzburg statt. Die Naturarena, auf der gerangelt wird, befindet sich in 2116 Meter Höhe nahe dem Gipfelbereich. Dort liegt auch die Wiege dieser Brauchtumssportart innerhalb des Bundeslandes Salzburg.

## Reglementierung
Die Regeln und die Kleidung für dieses Ranggeln sind festgelegt. Die Sportler tragen einen speziellen „Rangglerstoff“, deren Aussehen und Beschaffenheit von den vier Verbänden (Bayern, Tirol, Südtirol und Salzburg) geregelt werden. Auch die Kampfzeit und Eigenschaften des Kampfplatzes sind Regeln unterworfen. Würge-, Hebel- oder Schmerzgriffe sind verboten. Der Teilnehmer, der seinen Gegner mit beiden Schulterblättern zu Boden ringt, gewinnt das Match. Der Sieger des Turniers („Hagmoar“) erhält Pokal, Fahne oder Geldpreis.

### Altersklassen
Teilnehmen dürfen nur Bewohner des Landes Salzburg.
Beim Ranggeln am Hundstein gibt es die Altersklassen:
bis 6 / bis 8 / bis 10 / bis 12 / bis 14 / bis 16 ...

## Sieger
| Jahr | Sieger                           | Verein/Heimatort                                         | Quelle                     |
| ---- | -------------------------------- | -------------------------------------------------------- | -------------------------- |
| 2025 | Christoph Kendler                | Saalbach                                                 | [ 5 ]                      |
| 2024 | Thomas Scharfetter               | Pongau                                                   | [ 6 ]                      |
| 2023 | Hubert Illmer                    |                                                          | [ 7 ]                      |
| 2022 | Thomas Scharfetter               | Pongau                                                   | [ 8 ]                      |
| 2021 | Hermann Höllwart                 | Taxenbach/Eschenau                                       | [ 9 ]                      |
| 2020 | abgesagt wegen COVID-19-Pandemie | abgesagt wegen COVID-19-Pandemie                         | [ 10 ]                     |
| 2019 | Christoph Eberl                  | Leogang                                                  | [ 11 ]                     |
| 2018 | Hermann Höllwart                 | Taxenbach/Eschenau                                       | [ 12 ]                     |
| 2017 | Hermann Höllwart                 | Taxenbach/Eschenau                                       | [ 13 ]                     |
| 2016 | Christoph Mayer                  | Taxenbach/Eschenau                                       | [ 14 ]                     |
| 2015 | Hermann Höllwart                 | Taxenbach/Eschenau                                       | [ 15 ]                     |
| 2014 | Christian Pirchner               | Taxenbach/Eschenau                                       | [ 16 ]                     |
| 2013 | Christoph Mayer                  | Taxenbach/Eschenau                                       | [ 17 ]                     |
| 2012 | Hermann Höllwart                 | Taxenbach/Eschenau                                       | [ 18 ]                     |
| 2011 | Hermann Höllwart                 | Taxenbach/Eschenau                                       | [ 19 ]                     |
| 2010 | Christian Pirchner               | Taxenbach/Eschenau                                       | [ 20 ]                     |
| 2009 | Christian Pirchner               | Taxenbach/Eschenau                                       | [ 21 ]                     |
| 2008 | Rupert Rieß                      | Rauris                                                   | [ 22 ]                     |
| 2007 | Rupert Rieß                      | Rauris                                                   | [ 22 ]                     |
| 2006 | Rupert Rieß                      | Rauris                                                   | [ 23 ]                     |
| 2005 | Wolfgang Miller                  | St. Veit im Pongau                                       | [ 24 ]                     |
| 2004 | Günther Schaupper                | Eschenau                                                 | [ 24 ]                     |
| 2003 | Hans Schaupper                   | Saalbach                                                 | [ 24 ]                     |
| 2002 | Stefan Riedlsperger              | Saalbach                                                 | [ 24 ]                     |
| 2001 | Helmut Kendler                   | Saalbach                                                 | [ 24 ]                     |
| 2000 | Hans Schaupper                   | Saalbach                                                 | [ 24 ]                     |
| 1999 | Günther Schaupper                | Eschenau                                                 | [ 24 ]                     |
| 1998 | Stefan Riedlsperger              | Saalbach                                                 | [ 24 ]                     |
| 1997 | Günther Schaupper                | Eschenau                                                 | [ 24 ]                     |
| 1996 | Josef Kendler                    | Saalbach                                                 | [ 24 ]                     |
| 1995 | Hans Schaupper                   | Saalbach                                                 | [ 24 ]                     |
| 1994 | Günther Schaupper                | Eschenau                                                 | [ 24 ]                     |
| 1993 | Robert Innerhofer                | Bramberg am Wildkogel                                    | [ 24 ]                     |
| 1992 | Hans Schaupper                   | Saalbach                                                 | [ 24 ]                     |
| 1991 | Gottfried Lackner                | Niedernsill                                              | [ 24 ]                     |
| 1990 | Hermann Embacher                 | Saalbach                                                 | [ 24 ]                     |
| 1989 | Rupert Hasenauer                 | Saalbach                                                 | [ 24 ]                     |
| 1988 | Josef Gruber                     | Uttendorf                                                | [ 24 ]                     |
| 1987 | Josef Gruber                     | Uttendorf                                                | [ 24 ]                     |
| 1986 | Josef Gruber                     | Uttendorf                                                | [ 24 ]                     |
| 1985 | Gotthard Rupitsch                | Goldegg                                                  | [ 24 ]                     |
| 1984 | Josef Gruber Anton Rieß          | Uttendorf Rauris                                         | [ 24 ]                     |
| 1983 | Wolfgang Schranz                 | Mittersill                                               | [ 24 ]                     |
| 1982 | Anton Rieß                       | Rauris                                                   | [ 24 ]                     |
| 1981 | Gotthard Rupitsch                | Goldegg                                                  | [ 24 ]                     |
| 1980 | Gotthard Rupitsch                | Goldegg                                                  | [ 24 ]                     |
| 1979 | Gotthard Rupitsch                | Goldegg                                                  | [ 24 ]                     |
| 1978 | Klaus Laireiter                  | Großarl, Pfarrer                                         | 1967 Hagmoar-Jugendmeister |
| 1977 | Josef Grießner                   | St. Johann im Pongau                                     | [ 24 ]                     |
| 1976 | Toni Schmid                      | Maria Alm                                                | [ 24 ]                     |
| 1975 | Gotthard Rupitsch                | Goldegg                                                  | [ 24 ]                     |
| 1974 | Toni Schmid                      | Maria Alm                                                | [ 24 ]                     |
| 1973 | Ernst Grundner                   | Saalfelden                                               | [ 24 ]                     |
| 1972 | Fritz Irausek                    | Saalfelden                                               | [ 24 ]                     |
| 1971 | Fritz Irausek                    | Saalfelden                                               | [ 24 ]                     |
| 1970 | Toni Schmid                      | Maria Alm                                                | [ 24 ]                     |
| 1969 | Ernst Grundner                   | Saalfelden                                               | [ 24 ]                     |
| 1968 | Toni Schmid                      | Maria Alm                                                | [ 24 ]                     |
| 1967 | Hans Struber                     | Saalfelden                                               | [ 24 ]                     |
| 1966 | Franz Goller                     | Mittersill                                               | [ 24 ]                     |
| 1965 | Günther Heim                     | Kaprun, Ehrenpräsident des SRV, 1978–2008 Obmann des SRV | [ 24 ]                     |
| 1964 | Julian Pichler                   | Thumersbach                                              | [ 24 ]                     |
| 1963 | Hans Laireiter                   | Großarl                                                  | [ 24 ]                     |
| 1962 | Alois Grugger                    | Maria Alm                                                | [ 24 ]                     |
| 1961 | Alois Mitteregger                | Maria Alm                                                | [ 24 ]                     |
| 1960 | Toni Rainer                      | Maria Alm                                                | [ 24 ]                     |
| 1959 | Sepp Schnaitl                    | Maria Alm                                                | [ 24 ]                     |
| 1958 | Sepp Schnaitl                    | Maria Alm                                                | [ 24 ]                     |
| 1957 | Peter Hörl                       | Maria Alm                                                | [ 24 ]                     |
| 1956 | Albert Schmiderer                | Thumersbach                                              | [ 24 ]                     |
| 1955 | Sepp Mitteregger                 | Saalfelden                                               | [ 24 ]                     |
| 1954 | Gottfried Hartl                  | Saalfelden                                               | [ 24 ]                     |
| 1953 | Sepp Mitteregger                 | Saalfelden                                               | [ 24 ]                     |
| 1952 | Georg Hartl                      | Saalfelden                                               | [ 24 ]                     |
| 1951 | Sepp Mitteregger                 | Saalfelden                                               | [ 24 ]                     |
| 1950 | Hans Höllwart                    | St. Johann im Pongau                                     | [ 24 ]                     |
| 1949 | Hans Höllwart                    | St. Johann im Pongau                                     | [ 24 ]                     |
| 1948 | NN                               |                                                          |                            |
| 1947 | Sepp Deutinger                   | Goldegg                                                  | [ 24 ] [ 26 ]              |